# Tulku

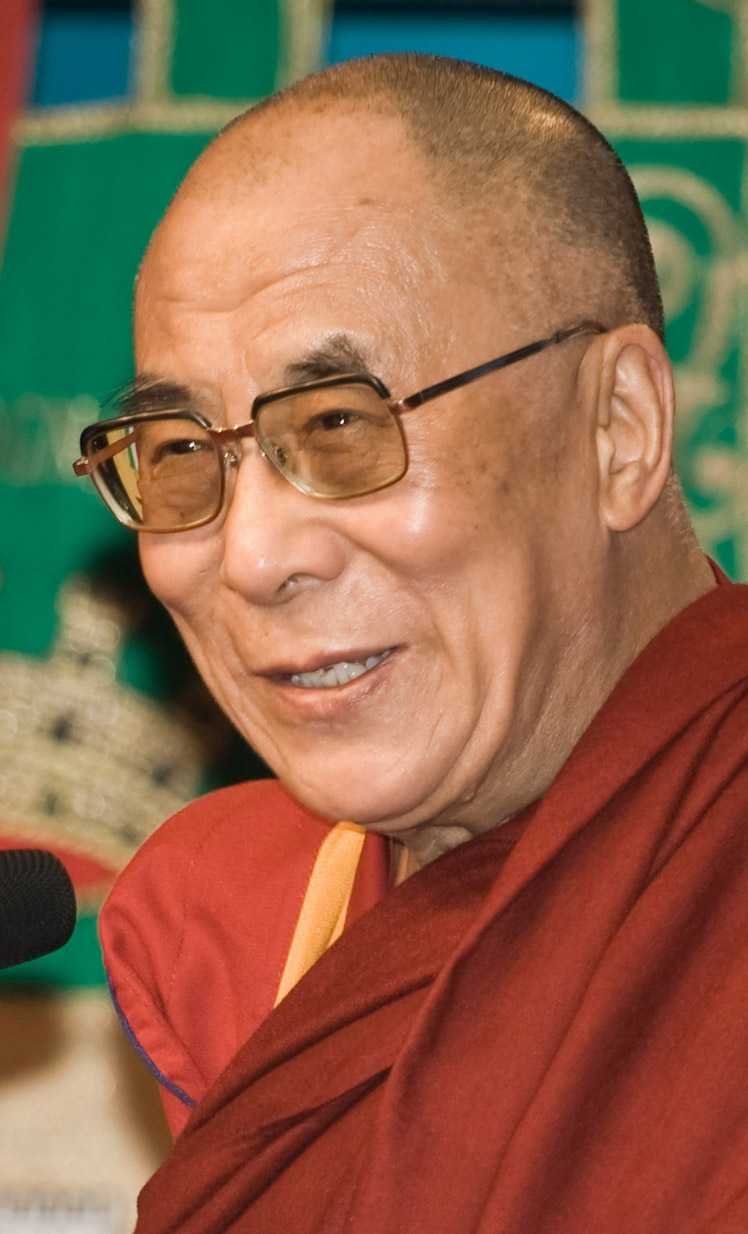
De veertiende dalai lama

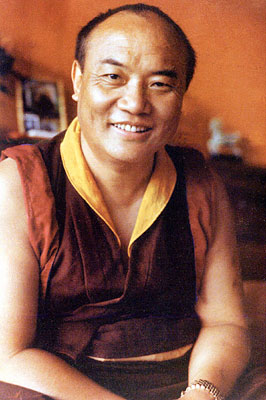
De zestiende karmapa

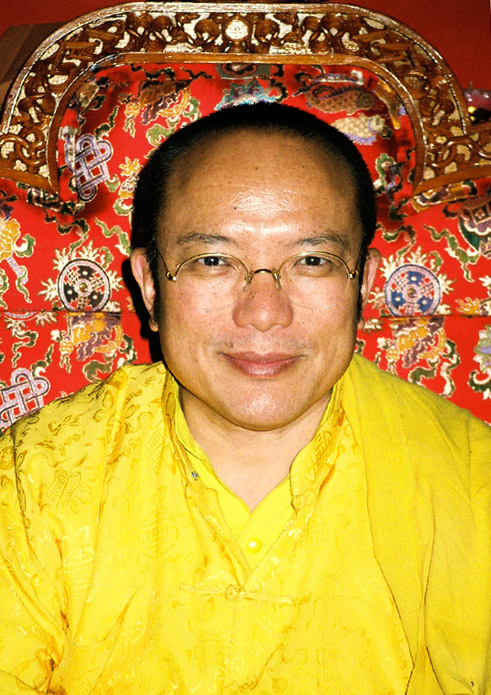
twaalfde tai situ

Een tulku is binnen het Tibetaans boeddhisme een reïncarnatie van een verlichte lama. In boeddhistische filosofie wordt de terugkeer van de tulku naar het menselijk leven gemotiveerd uit mededogen om gelovigen te leiden op het pad naar verlichting.
Er zijn honderden tot duizenden tulku-lijnen in Tibet en erbuiten, met als bekendste voorbeeld, de dalai lama, waarvan Tenzin Gyatso volgens gelovigen de veertiende incarnatie sinds 1391 is. De oudste nog bestaande tulku-lijn die van de karmapa. Deze begint bij de tweede karmapa Karma Pakshi. In de reïncarnatielijn van de karmapa is er geen sprake van postume erkenningen. Bij de dalai lama en de pänchen lama is dat wel het geval.
De selectie van een tulku is omgeven door veel mystiek van visioenen, symboliek, nagelaten brieven van de overleden lama en meer. Deze ging in de loop van de eeuwen her en der ook steeds meer gepaard met belangen en misleiding. Gezien de politieke gevolgen daarvan, voerde de Chinese keizer Qianlong in de tweede helft van de 18e eeuw de Gouden urn in voor hoge, gezagsrijke reïncarnaties. In de loop van de eeuwen is er meermaals sprake geweest van controverses waarbij er twee kandidaten zijn gekozen of waarbij de gekozen kandidaat geen interesse heeft zijn leven volgens monastieke tradities voort te zetten.

## Religieuze context
De mahayana-stroming in het boeddhisme, waar het Tibetaans boeddhisme onderdeel van uitmaakt, kent de doctrine van de trikaya (drie lichamen). Het gaat dan om de drie verschijningsvormen, lichamen waarin een boeddha zich kan manifesteren.
1. De eerste trikaya is de dharmakaya. Voor de opkomst van het mahayana-boeddhisme werd daarmee vooral een verschijningsvorm van een verlichte boeddha bedoeld, met eigenschappen als bijvoorbeeld wijsheid en geduld, eigenschappen die niet onderhevig zijn aan verval of lijden. Geleidelijk verschoof de betekenis van deze verschijningsvorm als fysiek lichaam van een boeddha naar een verschijning die vooral meer abstracte deugden kent en vertegenwoordigt het met de essentie van het universum de ware natuur van de boeddha. In de Engelstalige literatuur wordt dharmakaya dan ook wel als truth body vertaald. In het Nederlands worden meer termen gebruikt. De aanduiding lichaam van de grote ordening komt er dichtbij.
2. Het tweede lichaam is dat van sambhogakaya, dat in het Engels meestal wordt vertaald als enjoyment body. In het Nederlands wordt wel de term gelukzaligheidslichaam gebruikt. Dit is de verschijning van een boeddha die in een boeddhaparadijs verblijft (pure land) en het mahayana verklaart aan bodhisattvas. Deze verschijningsvorm sambhogakaya is niet waar te nemen door gewone stervelingen. Wel worden in de mahayana-kunst vele tantrische godheden in de vorm van de gelukzaligheidslichaam uitgebeeld.
3. De derde verschijningsvorm is de nirmanakaya. In het Engels vertaald als emanation body; in het Nederlands bijvoorbeeld als transformatielichaam. Het is in deze verschijningsvorm waarin een boeddha aan mensen kan verschijnen.

In Tibet is deze derde verschijningsvorm gekozen om de daar vanaf ongeveer de 12e eeuw de aanwezige opvatting en notie over incarnerende lama's te benoemen.
De incarnatie van een overleden grote leraar (goeroe, lama) wordt tulku (Wylie: sprul sku) genoemd, de Tibetaanse vertaling van het woord nirmanakaya of transformatielichaam. Al in de leer van het mahayana wordt melding gemaakt van het bijzondere vermogen om zelf na de dood de omstandigheden van de wedergeboorte te kunnen bepalen. Het is een van de eigenschappen die een bodhisattva in het achtste stadium van zijn spirituele ontwikkeling, bhumi, kenmerken. Bhumi, Sanskriet voor land, zijn de tien stadia die een bodhisattva in de mahayana-opvatting moet doormaken om het boeddhaschap te verwezenlijken. Het is dit vermogen, samen met het concept nirmanakaya, dat de doctrinaire en religieuze grondslag van het tulkusysteem vormt.

### Verschil tussen stervelingen en gereïncarneerde lama's
Er zijn grote verschillen in het proces hoe normale stervelingen en hoe gereïncarneerde lama's wedergeboren worden. Voor de eersten is het een beangstigend proces, een duistere tocht in het onbekende, een proces waar men geen controle over heeft. Bepaald door het karma wordt men via de staat van bardo weer in een nieuwe levensvorm op aarde wedergeboren. Er is een zeer reële mogelijkheid dat men niet meer als mens na de wedergeboorte zal terugkeren.
De wedergeboorte van een gereïncarneerde lama is volstrekt verschillend. Als nirmanakaya zijn tulku's vrij van de beperkingen van karma. Hun wedergeboorte is vrijwillig. Ze hoeven niet wedergeboren te worden, maar ze besluiten dat te doen uit mededogen voor anderen. Daarnaast hebben tulku's volledige controle over hun wedergeboorte. Voor gewone stervelingen moet de wedergeboorte binnen 49 dagen na het overlijden plaatsvinden. Tulku's hebben die beperkingen niet. Voor normale stervelingen bepaalt de karma de omstandigheden van de wedergeboorte, zoals de plaats, de ouders, de verschijningsvorm van de wedergeboorte en de intelligentie daarvan. Voor de tulku is dat een kwestie van keus en wordt verondersteld al van tevoren besloten te zijn, zodat een stervende tulku instructies zou kunnen achterlaten waar zijn nieuwe incarnatie gezocht zou moeten worden.

## Historische context

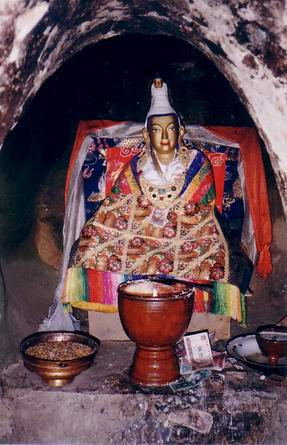
Yarlung-koning Songtsen Gampo

De tweede verspreiding van het boeddhisme in Tibet en een nieuwe fase van vertalen van tantrische literatuur uit India begint vanaf eind 10e, begin 11e eeuw. Tegelijkertijd begint een herleving van het kloosterleven en de monastieke traditie. In veel delen van het land werd dat bevorderd door lokale aristocratische families, die op regionaal niveau hun macht hadden gevestigd na de val van het grote Tibetaanse rijk van de Yarlung-dynastie in de 9e eeuw. Een goed voorbeeld van allianties tussen dit soort adellijke clans en de nieuwe religieuze bewegingen is die van de Khön-familie in de sakya-traditie. De Khön-familie verwierf zijn macht gedurende de regeringsperiode van koning Trisong Detsen (755-797). Tot in de 21e eeuw illustreert de geschiedenis van deze familie voor veel Tibetanen de verwevenheid van eeuwenoude aristocratische en spirituele macht. Deze verwevenheid leidde tot de suprematie van de sakya-traditie in de 13e en 14e eeuw.

### Verbondenheid adel en geestelijkheid vanaf de 11e eeuw
De adel in historisch Tibet was ook geïnteresseerd in de nieuwe ontwikkeling van het boeddhisme in Tibet, omdat boeddhistische instituties de mogelijkheden hadden waarden en normen uit te dragen die nobel of adellijk werden geacht. In toenemende mate leidde dat in de 11e eeuw tot steeds grotere verbondenheid van boeddhistische instituties met centra van politieke en materiële macht. Het tantrisch boeddhisme werd zo in overeenstemming gebracht met feodale instituties. De lama werd gezien als een heer waaraan volgelingen hun leven en lichaam opdroegen. Vanaf begin 11e eeuw komt de combinatie van lama en edelman in één en dezelfde persoon ook steeds meer voor.
Die verbondenheid tussen adel in Tibet en geestelijkheid leidde - net zoals in het middeleeuwse Europa - vanaf 11e eeuw tot een steeds grotere stroom van giften en legaten aan met name de kloosters. Dit economisch bezit werd voor de toekomst van de orde en het klooster veiliggesteld. Enkele aspecten speelden daarbij nog een rol.
1. De verschillende geestelijke tradities in het Tibetaans boeddhisme waren in die tijd veel meer verdeeld in kleinere subordes. De verwevenheid van adellijke clans en geestelijkheid speelde zich dus ook op een schaal van een meestal beperkt geografisch gebied af. Geestelijke ordes konden vrij moeilijk een andere clan van adellijke families in de regio vinden voor hun bescherming, ook in de zin van militaire protectie. Ze waren aangewezen op een specifieke alliantie.
2. In het geval van conflicten over eigendomssituaties bestond er in Tibet geen kerkelijke hiërarchie die uiteindelijk tot een uitspraak kon komen, zoals in het middeleeuwse Europa.

### Verandering van het systeem in tussen de 12e en 14e eeuw

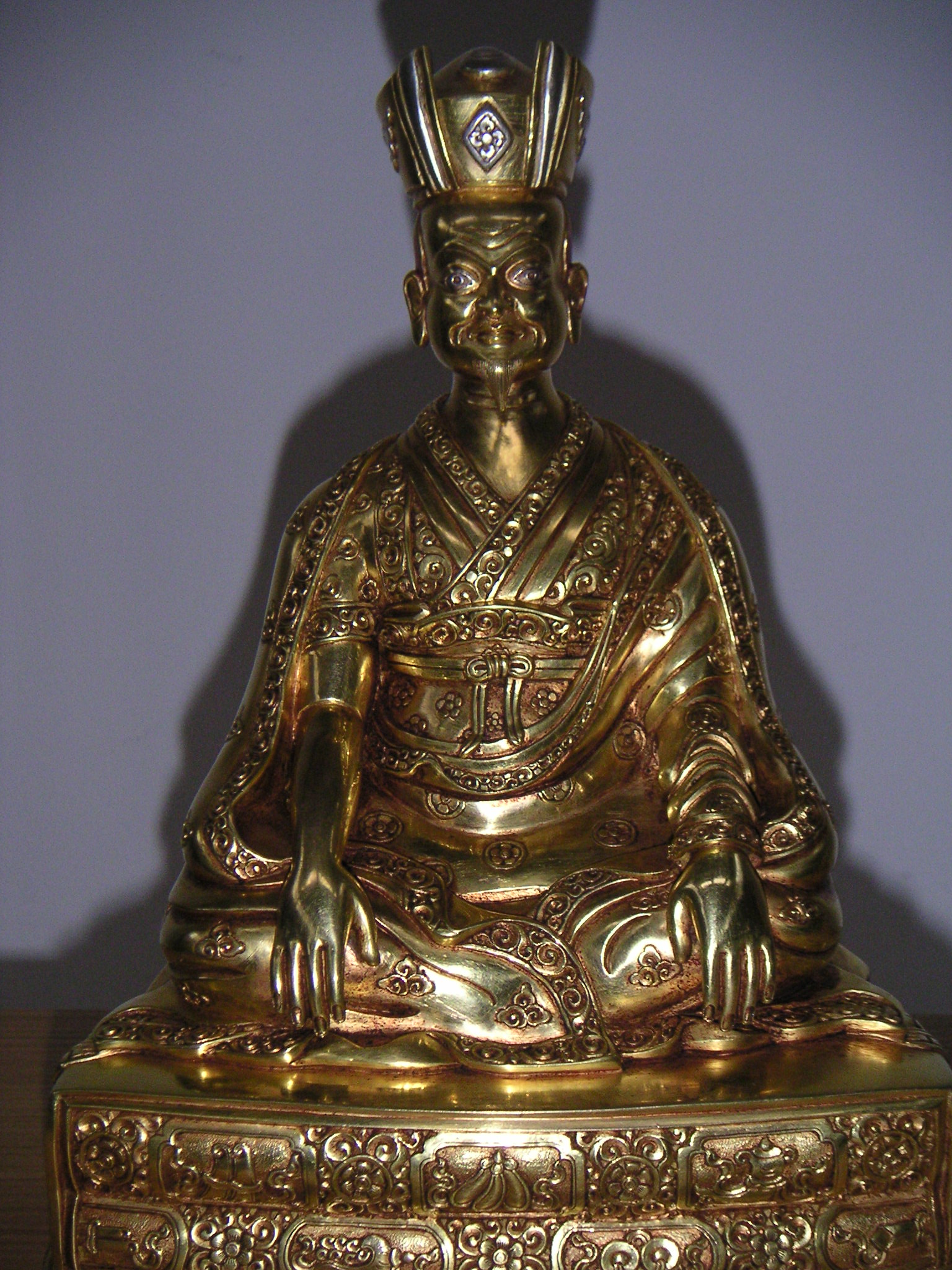
De tweede karmapa

In het streven van de ordes en kloosters om de afhankelijkheid van de adel in Tibet te beperken zou de introductie van het instituut tulku een cruciale rol gaan spelen. Matthew Kapstein vermoedt dat informele erkenning van bijzondere wedergeboorten al incidenteel vanaf het eind van de 11e eeuw plaatsvonden in Tibet. Voor het functioneren van reïncarnatie als opvolgingsprincipe is de legitimatie van de geselecteerde persoon van doorslaggevend belang. In de 13e en 14e eeuw ontwikkelde zich dit systeem daarom verder en ontstond er een formele procedure. Hierbij werd na de dood van een religieus leider een kind geïdentificeerd als opvolger die alle bestaande rechten en bezittingen van de voorganger overnam. Als de eerste lama die bewust op deze wijze reïncarneerde wordt meestal de tweede karmapa, Karma Pakshi (1204-1283) genoemd.
Tibetologisch onderzoek in het eerste decennium van de 21e eeuw heeft echter aangetoond, dat er in de 13e eeuw al aanzienlijk meer individuen als tulku's werden beschouwd.
De eerste tulku's worden al in de tweede helft van de 12e eeuw aangetroffen in de toenmalige Kadamtraditie. Het gaat dan bijvoorbeeld om de tantrische meester Chökyi Gyalpo (1069- 1144) die de reïncarnatie was van Naktso en de Kadammeester Gyer Zhonu, de reïncarnatie van Zhonnu U (1075 - 1138). Zhonno U was in die periode verreweg de belangrijkste leraar van de Kadam.
Het hanteren van deze vorm van reïncarnatie als instrument voor opvolging van religieuze, monastieke leiders leidde tot een mate van onafhankelijkheid van kloosters en subordes ten opzichte van machtige lekenfamilies en adel. De tulku werd een belangrijk middel om de spirituele, politieke en economische continuïteit van vooral de monastieke instituties te waarborgen.

### Mongolië
Het introduceren van deze wijze van reïncarnatie is buiten Tibet en het Himalaya-gebied beperkt gebleven tot boeddhisme in Mongolië. De Mongoolse naam voor tulku is khubiligai (meervoud khubilgan) of koetoektoe. In toenemende mate werd het laatste woord echter gebruikt als eretitel voor met name de hoge Mongoolse reïncarnaties. Zanabazar (1635-1723) werd de eerste autochtoon Mongoolse khubilgai. In 1650 werd hij geproclameerd tot de eerste Jabzandamba. De historische context wijkt echter af van de ontwikkeling in Tibet. Reden daarvoor is de veel latere introductie van deze vorm van reïncarnatie in Mongolië en de geheel andere gezagsrelatie die het had met de Chinese keizer. De tulkulijn van de hoogste boeddhistische geestelijke in het gebied van Binnen-Mongolië, de Changkya Koetoektoe, is gecreëerd door de keizer Kangxi.

## Functioneren van het systeem
Met de verdere ontwikkeling van het tulkusysteem in de 14e en 15e eeuw verzekerde het georganiseerde boeddhisme zich van een mate van onafhankelijkheid van de adel in Tibet. Dat neemt niet weg, dat men wel degelijk groot belang bleef toekennen aan een zekere bescherming van en werkzame relatie met de adel in Tibet. Dat werd verzekerd door het periodiek selecteren van met name tweede en/of derde zoons van belangrijke edellieden. Voor een deel is de hiërarchie in het georganiseerde Tibetaanse boeddhisme tot in de 18e eeuw een adelskirche gebleven.
Net als ieder ander systeem had het tulkusysteem zijn mogelijkheden tot misbruik, hoewel het globaal lange tijd goed heeft gefunctioneerd in Tibet. Vaak werden de meest getalenteerde kinderen als reïncarnatie geselecteerd. De tulku's waren de focus van spiritueel en ook vaak sociaal leiderschap. Ze waren een middel om regionale identiteit te belichamen. De gelovigen hadden een enorm vertrouwen in hen en behandelden hun tulku's met de grootst mogelijke eerbied.
Aan het eind van de 17e eeuw begonnen de Chinese keizers ook in formeel opzicht een onderscheid te maken tussen het Tibetaanse boeddhisme en de traditionele Chinese vorm van boeddhisme. De laatste werd dan eenvoudig fojiao genoemd. De eerste kreeg de naam lamajiao. Daar komt de naam lamaïsme vandaan, tegenwoordig Tibetaans boeddhisme genoemd.
De Mantsjoes noemden alle tulku's hefo. Dit is in het Engels vertaald als living boeddha, wat een term is die voortdurend voor verwarring zorgt.

## Types tulku's

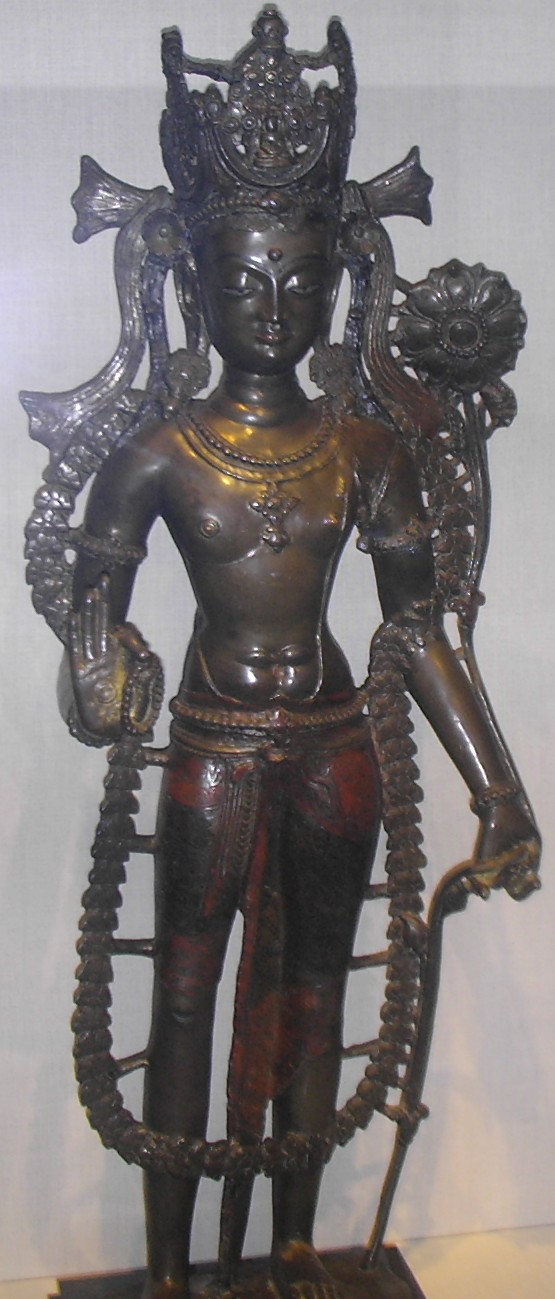
Een koperen beeld van een bodhisattva, Guge, 11e eeuw

Vanaf de 18e eeuw is er een duidelijker onderscheid in verschillende types tulku. Chögyam Trungpa rinpoche maakt bijvoorbeeld de volgende driedeling:
1. Het eerste type tulku is dat vaak meer in naam dan in realiteit. Het is de traditie die de persoon in de positie van tulku plaatst om bepaalde religieuze en sociale functies te bekleden. Vaak gaat het dan om situaties waarin het op institutioneel niveau gewenst is om bijvoorbeeld niet beklede posities in een klooster weer te gaan vervullen.[6]
2. Het tweede type kan in het westen bekend zijn, omdat het een oudere reïncarnatielijn voortzet. Deze tulku's ontvangen een uitgebreide training en opvoeding om hen gereed te maken voor de taken die hen wacht. Ze zijn al verder gevorderd op de weg naar verlichting en worden dan ook vaak al op aanwijzing van hun overleden voorganger geselecteerd.[6]
3. Het derde type is de hoogste reïncarnatie, bijvoorbeeld de tulku die geacht wordt de emanatie te zijn van een bodhisattva. Het is eigenlijk alleen dit type tulku die een feitelijke en letterlijke incarnatie voorstelt van de voorganger.[6]

De feitelijke situatie zal zich vaak niet op basis van dit soort schema's laten indelen. Dat heeft ook te maken met het feit, dat er duizenden tulkulijnen zijn die op basis van regionale identiteit, verschillende tradities, vormen van training en opleiding en specifieke monastieke tradities zich zeer verschillend hebben ontwikkeld. Vrijwel alle gelovigen zullen een gemeenschappelijk oordeel hebben over wie tot het derde type tulku behoort. Over alle anderen kunnen hun meningen verschillen. Uiteindelijk gaat het erom of een tulku in iedere generatie waarmaakt wat zijn opleiders, volgelingen en gelovigen van hem verwachten. Indien achtereenvolgende incarnaties van een tulkulijn falen in de kwaliteit van onderricht en het vermogen om volgelingen te ondersteunen, dan heeft dat uiteindelijk gevolgen voor het gezag en de plaats in de rangorde van die lijn.

## Misbruik

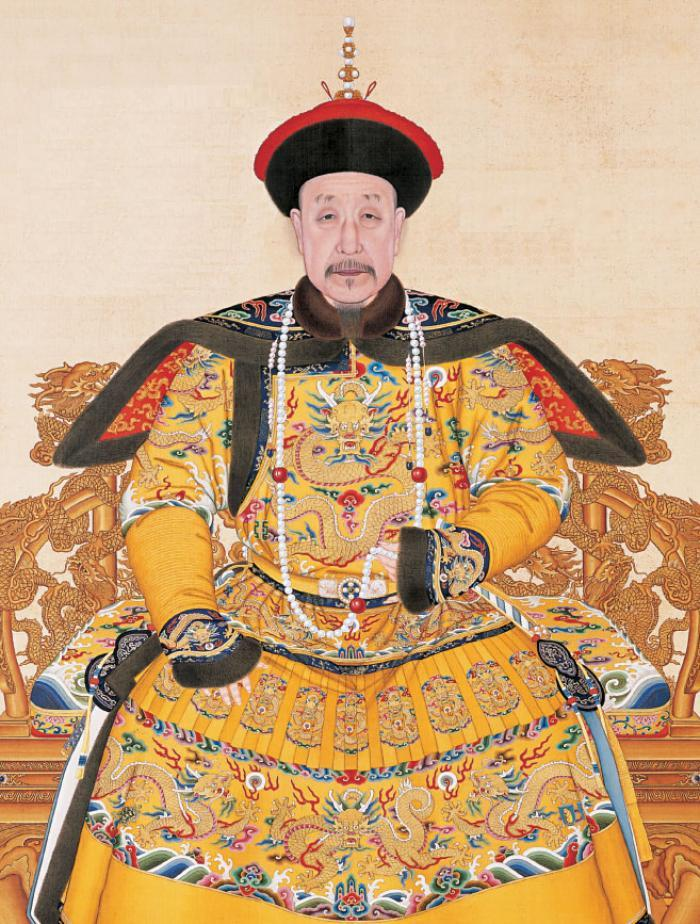
Chinees keizer Qianlong

Vanaf met name de tweede helft van de 18e eeuw werd het systeem in belangrijke mate misbruikt door toenemende gevallen van nepotisme. Er werden een toenemend aantal reïncarnatielijnen gesticht, waarvan de geselecteerde hogere reïncarnaties binnen een afnemend aantal - vaak al gefortuneerde - families werden gevonden. Ook vormen van simonie, ofwel het kopen van een geestelijk ambt of in dit geval een tulkulijn komt voor.
De onvrede hiermee van de Chinese keizer Qianlong en dan vooral gevolgen van gebeurtenissen die door hem aan dit nepotisme werden toegeschreven leiden in 1793 tot de Proclamatie van 29 maatregelen voor een Beter en meer Efficiënt Bestuur van Tibet. Onderdeel daarvan is een door hem voorgeschreven selectieprocedure voor hoge reïncarnaties met politiek gezag van de gelugtraditie, onder meer voor de dalai lama en de pänchen lama. Met deze proclamatie werd de Gouden urn ingevoerd, een soort loterijprocedure waarmee de keizer beoogde het nepotisme in het selectiebeleid te reduceren.
Soortgelijke divinatieprocedures werden overigens in het historische Tibet ook al eerder gebruikt en ook erna in vergelijkbare procedures tijdens de Tibetaans ballingschap.

### Economische belangen

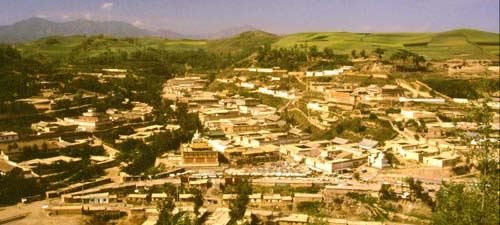
Het Kumbumklooster

Vanaf begin 18e eeuw neemt het totaal aantal tulku's in Tibet snel toe. Dat wordt ook wel toegeschreven aan economische motieven. Met name de grotere kloosters in Tibet waren naast hun religieuze en intellectuele functie ook actief als productiebedrijf en handelscentrum. Het was commercieel gezien aantrekkelijk om veel pelgrims in Tibet te ontvangen, omdat pelgrims hun tocht vaak met een handelsmissie combineerden. Dat leidde tot concurrentie tussen kloosters, waarin het aantal aanwezige tulku's in een klooster een belangrijke rol ging spelen. In de eerste helft 20e eeuw had het beroemde Kumbum-klooster (de geboorteplaats van Tsongkhapa) 60 tulku's binnen de muren. In het Youning-klooster (Rgolong, Kham) woonden ruim 90 tulku's. Het huidige klooster Sera - een van de drie grote kloosters van de gelug - in ballingschap in Bylakuppe in India in de buurt van Mysore heeft nu 35 tulku's.
Er bestaan memoires van tulku's van met name het eerste type die groot onbehagen tot uitdrukking brachten bij het uitvoeren van wat als hun voornaamste taak gezien werd: gelden van sponsors binnen te brengen. Dudjom Dorje schrijft eind 19e eeuw:
Ik was vooral een middel om de welstand van de rijkeren af te romen; ik had geen zinvolle taken zoals de beoefening van deugden, meditatie of mantra-recitatie. Er werd mij vooral opgedragen de offerandes van de overleden en levende rijken binnen te brengen: het beste van de oogst. Hoewel op die manier enige rijkdom (voor het klooster) werd binnengehaald, waarvan overigens niets ter nutte gemaakt werd in de richting van het geloof, had ik geen enkele macht om ook maar iets meer te doen dan het geschonken voedsel en kledij te laten verkwisten en de schulden van schuldenaren te innen. Mijn leermeesters scholden mij voortdurend uit. Hoewel ze mij tulku noemden, was ik in feite hun bediende.— Dudjom Dorje, tulku, eind 19e eeuw

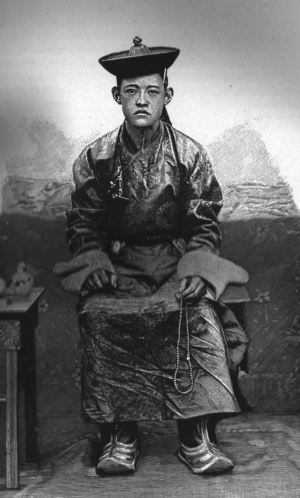
De 8e Jabzandamba Koetoektoe

Het georganiseerde boeddhisme in Mongolië degenereert in de loop van de 19e eeuw geheel. Verschillende buitenlandse bezoekers aan Urga (Ulaanbaatar) in de 19e eeuw beschreven de door hen als pervers geziene handelwijze van het boeddhistische kloosterwezen. De relatief kleine stad Urga had rond 1870 ca. 30.000 inwoners. Daarvan waren er ca. 10.000 monniken. Naast de Jabzandamba waren er nog 46 andere koetoektoes van de hoogste orde. De kosten voor het extravagante bestedingspatroon moest door een straatarme bevolking worden opgebracht. De levenswijze van met name de laatste twee jabzamdamba's draagt in belangrijke mate bij aan het morele failliet van de hiërarchie in het Mongoolse boeddhisme van die periode.

## Ontwerpen van en manoeuvreren met reïncarnatielijnen
De reïncarnatielijnen van met name de hoogste tulku's waren een afspiegeling van hun maatschappelijke, religieuze en politieke machtspositie. Voor veel gelovige Tibetanen is de overtuiging dat de dalai lama de emanatie van Chenrezig is, even fundamenteel als voor een orthodox christen de opvatting dat Jezus de zoon van God is. Toch is die eerste opvatting pas in de 17e eeuw geformuleerd.
Rond 1640 komt de gelugtraditie met hulp van militaire interventie van Mongoolse krijgsheren als overwinnaar uit een decennialange burgeroorlog. Hun voornaamste tegenstander was de karma kagyütraditie die met de koning van Tsang was verbonden. De leider van die traditie is de karmapa, die gezien wordt als de eerste bewust gereïncarneerde tulku sinds 1110.
De personificatie van de overwinnaar in de burgeroorlog is de vijfde dalai lama die sindsdien als eerste dalai lama werkelijk politieke en bestuurlijke macht over Tibet bezat. Vergeleken met de karmapa is zijn reïncarnatielijn echter korter. De karmapa wordt reeds sinds de tweede in die lijn, Karma Pakshi, geacht een emanatie van Chenrezig te zijn. De eerste vier dalai lama's waren niet minder, maar ook niet meer dan de belangrijkste tulku van de gelugpa's, die in die periode nog geen dominante rol in Tibet kon spelen. Van de eerste vier dalai lama's hebben de eerste twee die benaming postuum gekregen, waardoor gepoogd werd een langere politieke legitimiteit te creëren. De karmapa-lijn kende in tegenstelling tot die van de dalai lama's geen postume benoemingen.

### Vijfde dalai lama

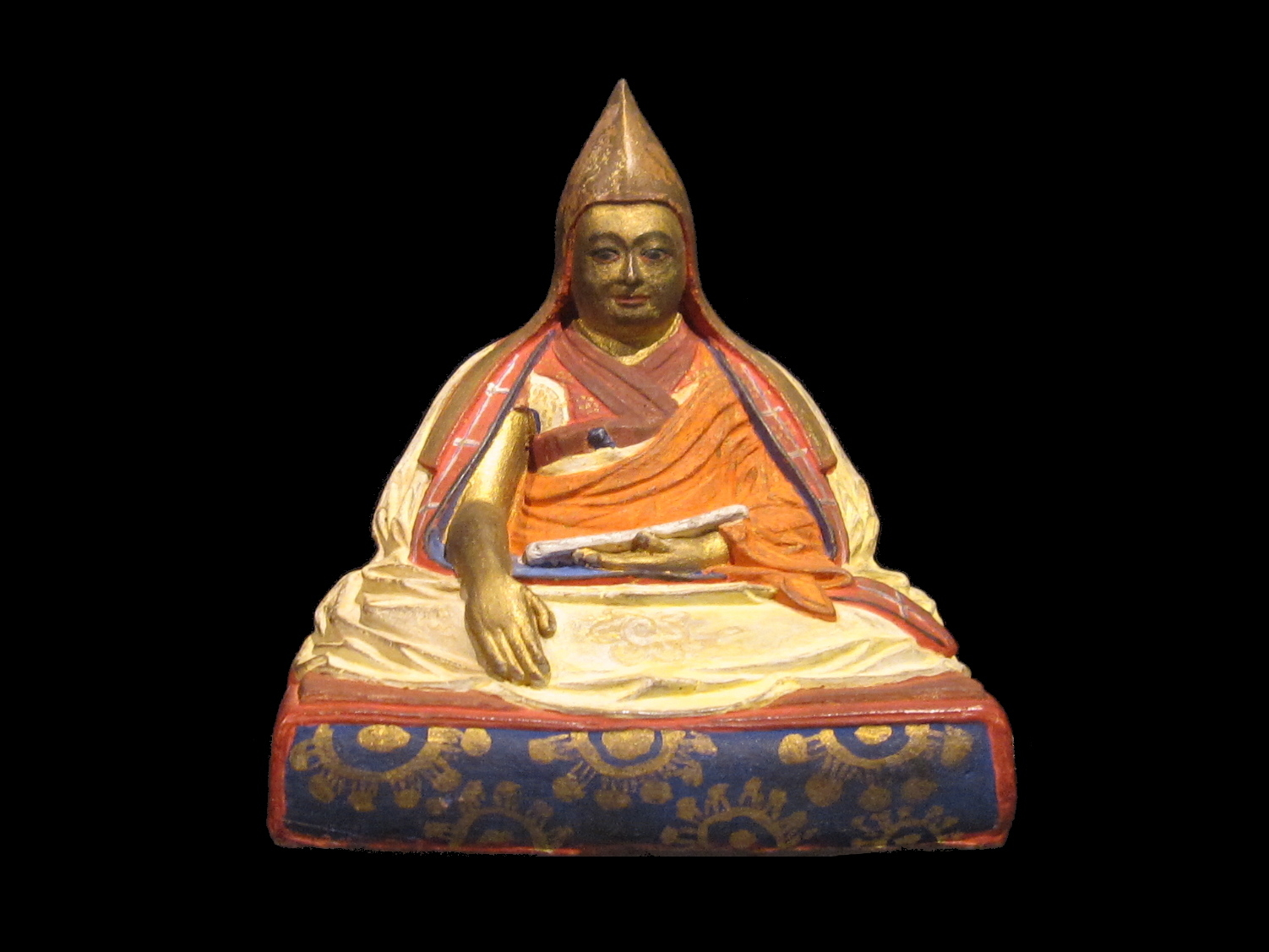
De vijfde dalai lama

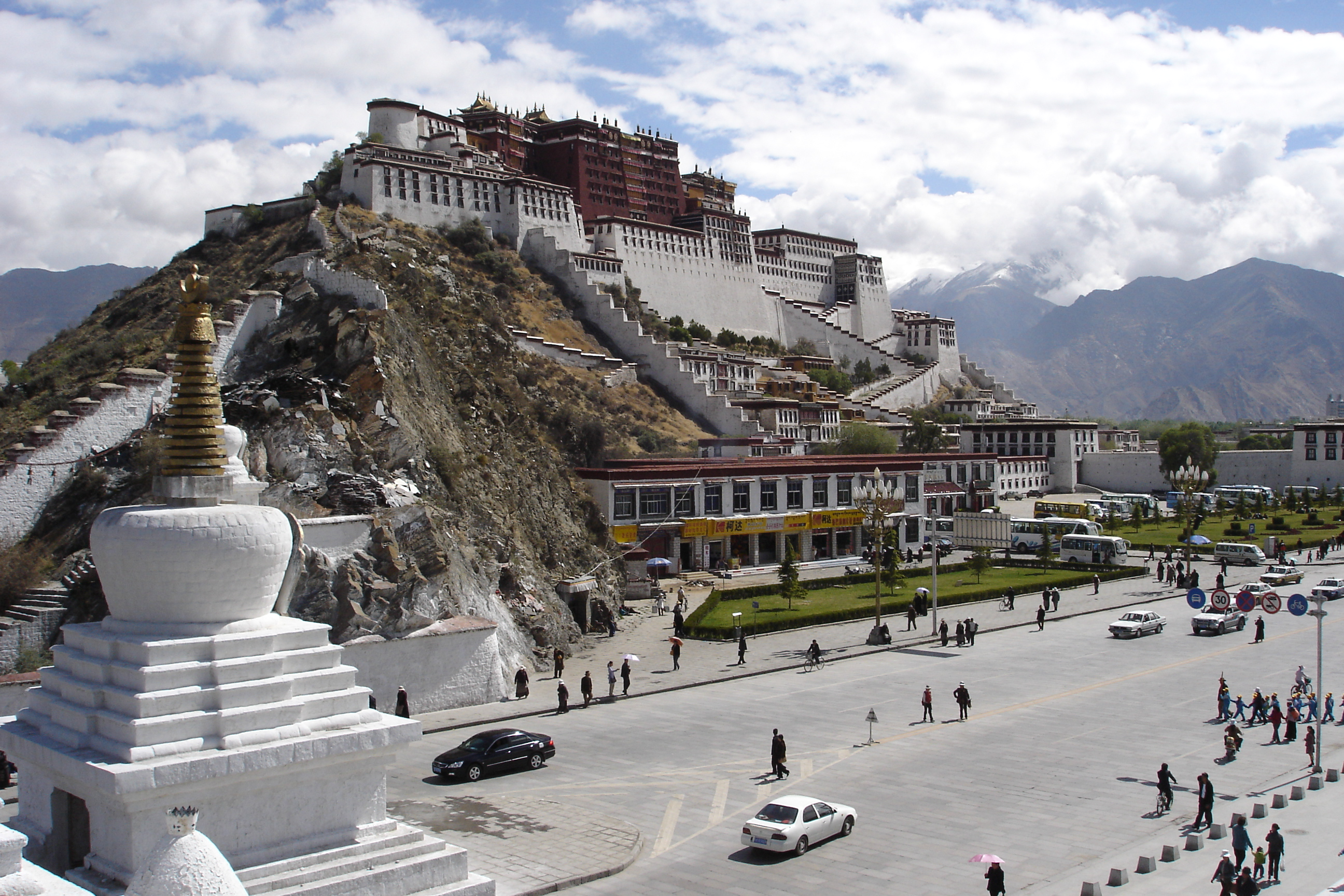
Potala-paleis in Lhasa

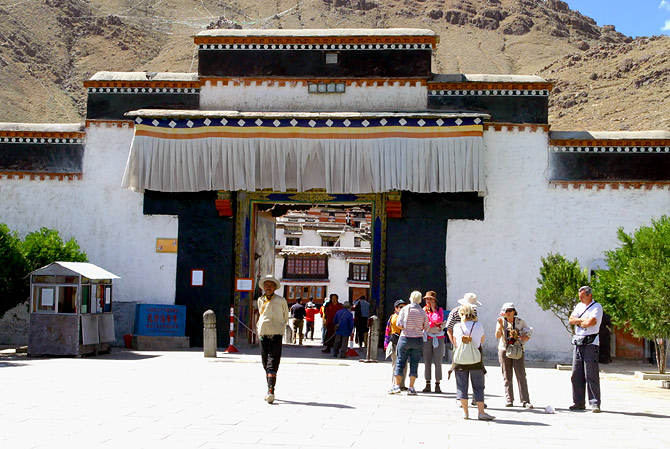
Ingang Tashilhunpo

De vijfde dalai lama positioneerde Chenrezig niet alleen als de bodhisattva van het mededogen, maar vooral - en anders dan in het geval van de karmapa - met terugwerkende kracht ook als de beschermer van Tibet en de centrale figuur in de Tibetaanse geschiedenis. Deze notie verbond hij met een lijn waarin de drie grote Dharma-koningen van Tibet (Tri Songtsen Gampo, Tri Songdetsen en Tri Ralpachen), die verantwoordelijk waren voor de eerste introductie van het boeddhisme in Tibet eveneens incarnaties werden van Chenrezig, evenals de epische held Gesar uit het epos van koning Gesar.
Op de plaats van een vroeger paleis uit de 7e eeuw liet hij een nieuw paleis bouwen en noemde dat het Potala, naar het Potolaka, de naam voor het mythische paleis van Chenrezig. Op die manier werd het instituut dalai lama de menselijke vorm van de bodhisattva/beschermer van Tibet en werd een verbinding gemaakt tussen de dalai lama's met het pre/historische verleden van Tibet.
De vijfde dalai lama was ook een groot bewerker en ontwerper van andere reïncarnatielijnen. Hieronder een tweetal voorbeelden.
1. Tot aan die periode was in de opvolging van de abten van het Tashilhunpo-klooster bij Shigatse voorzien door middel van verkiezing door de monniken.[16] De vijfde dalai lama verklaarde zijn leermeester Lobsang Chökyi Gyaltsen - net als de shamarpa - tot emanatie van Amitabha, een van de vijf dhyani-Boeddha's. Die werd daarmee de eerste persoon die bij zijn leven de benaming pänchen lama ontving. Drie vorige -gekozen- abten van Tashilhunpo ontvingen van hem postuum ook die benaming, waardoor de reïncarnatielijn teruggaat tot 1385.
2. Tijdens de burgeroorlog was de jonangtraditie in het Tibetaanse boeddhisme een bondgenoot van de koning van Tsang en de kagyüschool en derhalve een tegenstander van de gelug en van de vijfde dalai lama. De meest vooraanstaande incarnatie van de jonangschool was de schrijver en historicus Taranatha (1575-1634), auteur van onder meer het zeer omvangrijke, 143 delen tellende, Geschiedenis van boeddhisme in India. Taranatha zelf werd verondersteld de vijftiende reïncarnatie van de Jebtsun Dampa te zijn. In de traditie gaat de lijn van de Jebtsun Dampa terug naar de tijd van de Boeddha zelf. De eerste reïncarnatie van de Jebtsun Dampa zou ongeveer 2500 jaar geleden een discipel van de Gautama Boeddha zijn.
In 1650 bracht Zanabazar, feitelijk hoofd van de sakya-traditie bij de Khalka-Mongolen, een bezoek aan Tibet. Tijdens dat bezoek proclameerde de vijfde dalai lama dat Zanabazar een reïncarnatie is van Taranatha, die in 1634 in Mongolië was overleden. Daarnaast wist de dalai lama Zanabazar te bekeren tot de gelugtraditie. Op deze wijze slaagde de dalai lama erin de reïncarnatielijn van de Jebtsun Dampa uit de jonangtradie te halen en in de gelugtraditie te verankeren. Daardoor bezorgde hij Zanabazar het religieuze leiderschap in Mongolië, waarmee ook de gelug de dominante religieuze machtsfactor werd in dat land.

### Bhutan

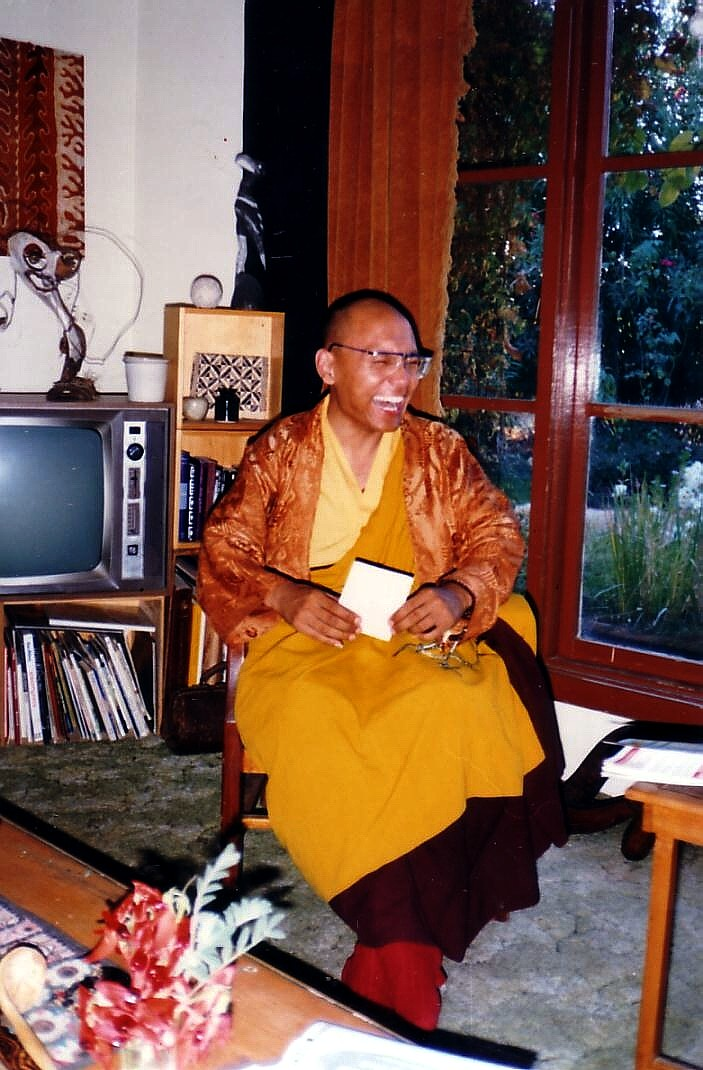
De twaalfde gyalwang drugpa

De shabdrung is de belangrijkste tulkulijn in Bhutan. Shabdrung is een Tibetaanse term dat zoiets als hoofdrentmeester betekent. De linie heeft zijn begin bij shabdrung Ngawang Namgyal (1594-1651). Deze was een Tibetaanse lama, die de machtsstrijd verloren had om zijn omstreden bevestiging als de vijfde gyalwang drugpa; deze plek werd uiteindelijk ingenomen door Pagsam Wangpo die de reïncarnatie is, die de drugpa kagyüorde leidt. Ook de gyalwang drugpa's worden geacht de emanatie van Chenrezig te zijn. In 1619 vertrekt Ngawang Namgyall naar Bhutan en wordt daar gevraagd het leiderschap op zich te nemen. Hij ontwierp een regeringssysteem, waar de macht gedeeld werd tussen een seculiere leider, de druk desi, geassisteerd door een raad van lokale gouverneurs, de penlops. Een religieuze leider, de Je Khenpo, was verantwoordelijk voor de monastieke organisatie in het land. De shabdrung en zijn volgende reïncarnaties zouden echter de uiteindelijke verantwoordelijkheid hebben over beide gebieden. Het overlijden van Ngawang Namgyal werd 54 jaar geheimgehouden met de mededeling dat hij een zeer lange retraite hield. De macht in Bhutan kwam in die periode vooral te liggen bij de penlops. Het verhaal van de retraite was echter niet langer vol te houden. Om de macht van toekomstige Shabdrung incarnaties te neutraliseren werd door de penlops, druk desi en Je Khenpo een incarnatieconstructie bedacht waarin niet sprake zou zijn van de terugkeer van een enkele incarnatie in een persoon, maar in drie personen; een lichaamsincarnatie, een geestincarnatie en een spraakincarnatie. De eerste incarnatielijn stierf in de 18e eeuw uit, de laatste twee lijnen bleven tot in de 21e eeuw bestaan.

### Shamarpa
Een laatste voorbeeld hoe politiek handelen en opportuniteit de ontwikkeling van een incarnatielijn kan beïnvloeden betreft de shamarpa. De tiende shamarpa werd eind 18e eeuw verantwoordelijk gehouden voor twee invallen door gurkha's vanuit Nepal in Tibet. Een gebeurtenis die grote gevolgen heeft gehad voor de loop van de Tibetaanse geschiedenis. De tiende shamarpa kreeg van de regering van historisch Tibet een verbod tot reïncarnatie dat pas in 1963 in ballingschap door de veertiende dalai lama werd opgeheven.

## Selectieprocedure

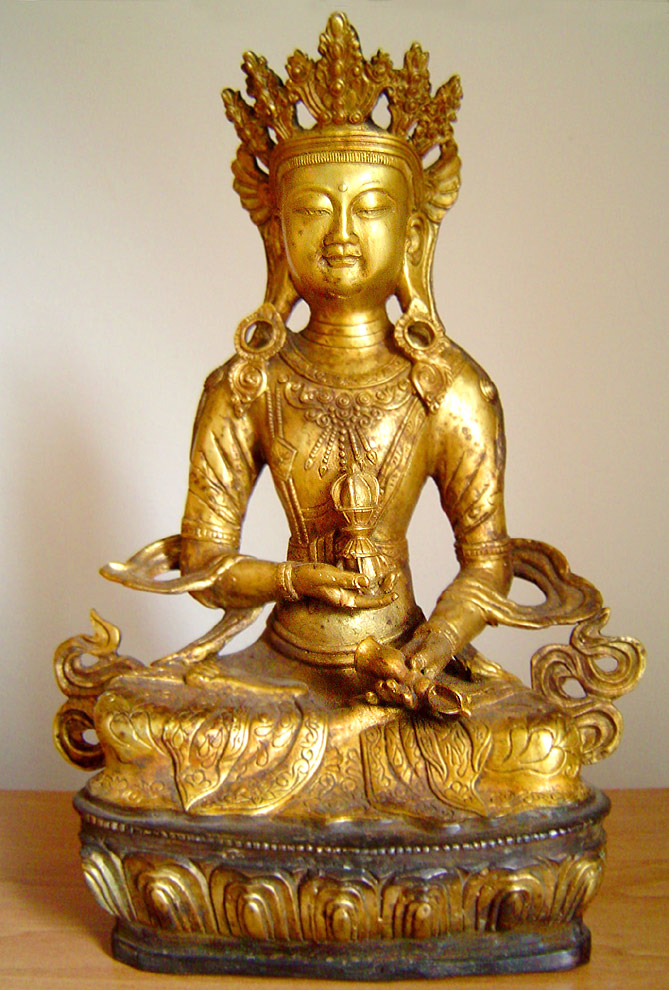
Verlichte boeddha Vajrasattva

Het aspect van de reïncarnatie van de tulkulijnen in het Tibetaans boeddhisme, de door gelovigen als realiteit beleefde transcendentale werkelijkheid van gebeurtenissen die de selectie van een zoektocht naar een - met name hoge- tulku begeleiden, staan haaks op empirisch vast te stellen feiten.
Selecties en zoektochten worden omringd met uitspraken van orakels, visioenen van regenten, dromen van voormalige kamerbewaarders van de overledene, waar aanwijzingen aan worden toegeschreven over de verblijfplaats van de wedergeboren tulku. Vaak spelen cryptisch geformuleerde en gecodeerde voorspellingsbrieven van de overleden tulku zelf een rol die slechts begrepen worden door een kleine groep ingewijden.
De geboorte van een hoge tulku gaat vaak gepaard met wonderbaarlijke gebeurtenissen, die binnen de meteorologie en natuurkunde ondenkbaar zijn. Dit speelt voor gelovige Tibetaans boeddhisten geen rol. Voor hen onttrekt een tulku en zijn geboorte zich aan de wetten die voor normale stervelingen gelden. Ook gebeurtenissen die volgens buitenstaanders evident politiek gemotiveerd zijn, zoals in de kwestie van bijvoorbeeld de shabdrung die na 54 jaar afwezigheid in drie verschillende reïncarnaties terugkeerde, worden anders geïnterpreteerd. Het zijn de verlichte boeddha's en bodhisattva's die zelf op basis van een dan aanwezige actuele situatie daartoe besluiten.
Dezelfde spanning zit in de verhalen over het testen van kandidaten door het moeten herkennen van voorwerpen van de overleden tulku en herinneringen van het kind uit het leven van de vorige incarnatie.

### Breuk culturele klimaat medio 18e eeuw
Er is in de Tibetaanse geschiedenis een breuk in het culturele klimaat, die in de tweede helft van de 18e eeuw te dateren valt. Tot aan die periode was Tibet - ondanks de moeilijk bereikbare geografische ligging - een cultureel open land, waar buitenlanders welkom waren en buitenlandse invloeden konden doordringen. Na die periode neemt de macht van de adel in historisch Tibet af, neemt het theocratisch element in de samenleving toe, worden er steeds meer monniken als functionaris in Tibet benoemd, ontstaan er xenofobe neigingen en begint het - ook door de Mantsjoes van harte ondersteunde - isolement van Tibet. Vanaf die periode zijn ook alle regenten in historisch Tibet tulku's. Tot aan deze periode waren de regenten in Tibet allen leken en afkomstig uit de adel in Tibet.
In het nog veel opener culturele klimaat van het begin van die eeuw verblijft Ippolito Desideri 5 jaar (1716-1721) in Lhasa en omgeving. Door zijn beheersing van het Tibetaans in woord en geschrift, heeft hij toegang tot de hoge adel alsmede een netwerk van hoog opgeleide lama's. In zijn manuscript geeft hij een conversatie weer, die hij voerde met enkele edelen over het testen van kandidaten voor de hoogste reïncarnaties.
Zij zeiden dat ze overtuigd waren dat het bedrog was die op touw was gezet met de familie van het kind en sommige lama's en monniken om de lichtgelovige Tibetanen te verleiden; dat ze in hem in het geheim instructies gaven en hem alleen lieten spreken wanneer hij zijn les goed kende. Zij waren allen discrete en geleerde personen met autoriteit; en hogelijk gerespecteerd en ze hebben continu volgehouden dat dit de enige verklaring is.— Ippolito Desideri
Een dergelijke openhartigheid zou vanaf 1800 onmogelijk zijn.

### Overeenkomstige patronen

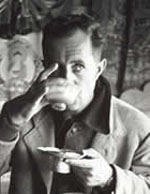
Giuseppe Tucci drinkt boterthee in Tibet

Verschillende tibetologen, waaronder Matthew Kapstein, Giuseppe Tucci, Melvyn Goldstein en Alexander Berzin, hebben geprobeerd patronen in het selectiebeleid van tulku's te ontdekken. Hiertoe behoren de volgende bevindingen:
1. De keus voor een individueel persoon, kind, is op zich ondergeschikt aan het zo nauwkeurig mogelijk volgen van de formele voorgeschreven procedure. Het is die procedure, die de individuele selectie legitimeert.
2. Bij de hogere reïncarnaties speelden strategische belangen een belangrijke rol, zoals de noodzaak tot balans in de selectie van kinderen uit de adel en niet adellijke families.
3. In de klasse van de horigheid in Tibet werd nooit een reïncarnatie gevonden en ook niet gezocht. De reden is, dat horigen in hun vorige leven(s) onvoldoende karma zouden hebben opgebouwd, gezien zij anders niet als horigen zouden zijn geboren. Met name buiten Centraal-Tibet werden wel tulku's gevonden in de klasse van de nomaden, maar nooit in de categorie van de hoogste reïncarnaties.
4. In essentie is het beeld, dat voor de belangrijkste lijnen vrijwel altijd geselecteerd werd uit reeds aanzienlijke en vaak al relatief welvarende families.
5. Er konden grote materiële belangen gemoeid zijn met de keus. Een bevestigde tulku nam ook de huishouding (labrang, letterlijk huis van de lama) over van de overledene. Dat konden uitgebreide bezittingen zijn. Dat betekende dat familieclans hun eigen kandidaat naar voren schoven en daarvoor lobbyden. De bevestiging van een tulku betekende ook voor de familie immers een aanzienlijke verbetering van hun materiële situatie. De positie van een dalai lama bracht bijvoorbeeld met zich mee dat zijn familie na zijn erkenning meteen in de hoogste adelstand werd verheven en landerijen, veestapels en horigen kreeg toegewezen. Dat vijf van de laatste zes dalai lama's zijn gevonden buiten Centraal-Tibet, in Kham dan wel Amdo, wordt ook wel verklaard uit financieel-economische motieven. Het onder de familie te verdelen land moest afkomstig zijn van de overheid of van bestaande adellijke families die het land oorspronkelijk in de vorm van een leen hadden ontvangen. In de praktijk was echter min of meer een situatie van erfelijk eigendom ontstaan. De herverdeling daarvan werd vanaf het begin van de 19e eeuw steeds moeilijker. In die eeuw werd het probleem nog nijpender doordat er kort na elkaar vier dalai lama's op jeugdige leeftijd overleden. Om al te grote spanningen tussen de bestaande adel uit Centraal-Tibet enerzijds en weliswaar niet-aristocratische, maar vrijwel altijd toch relatief welvarende, families anderzijds te voorkomen, ging men toen op zoek naar kandidaten buiten dit gebied. Families buiten Centraal-Tibet konden ook gemakkelijker worden gelieerd aan bestaande grootgrondbezitters die zelf geen nakomelingen hadden.[20]

## Aantallen
Er zijn geen exacte gegevens bekend over de aantallen tulkus's begin 21ste eeuw. De meeste auteurs gaan echter uit van minimaal 1000 tot 2000 tulku's. Het Chinese State Administration of Religious Affairs noemt een aantal van 1700 alleen in China voorkomende tulku's.

## Vrouwelijke tulku's

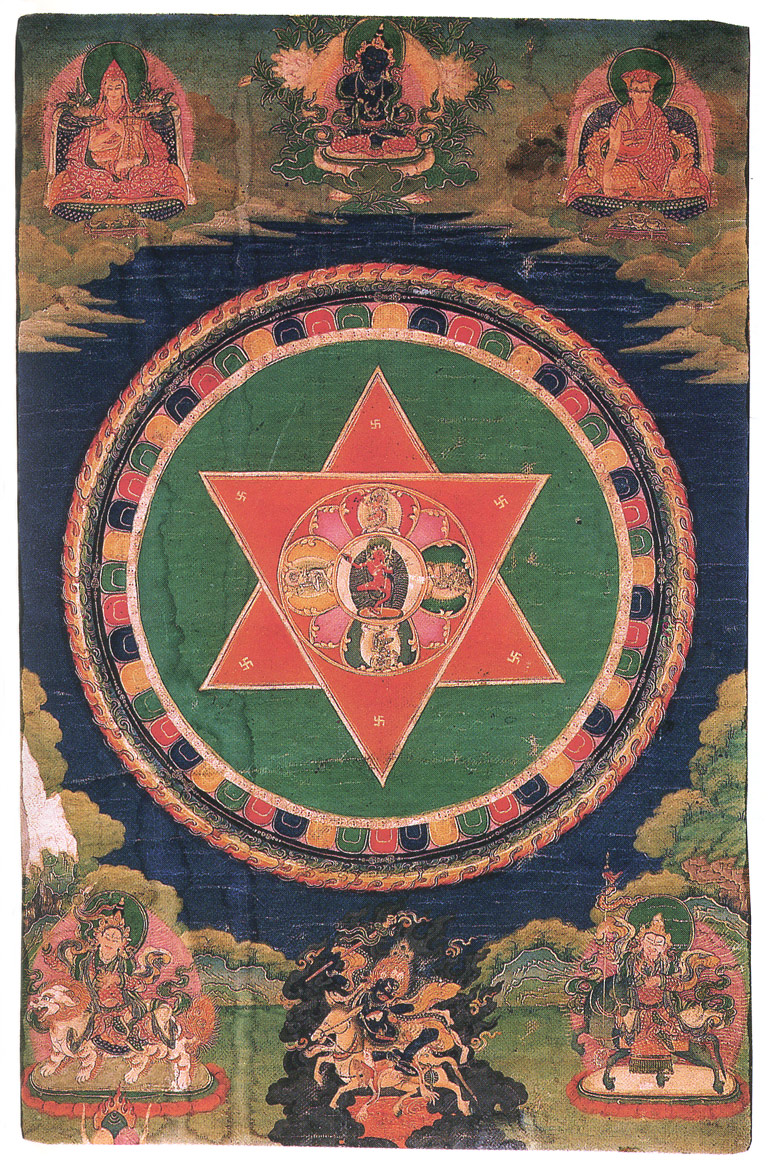
Vajravarahi die emaneerde in Dorje Phagmo

In de geschiedenis van het Tibetaans boeddhisme bestonden er vrouwelijke tulku's, hoewel dit in een geringe mate was. De eerste vrouwelijke reïncarnatielijn ontstond ook al in de 13e eeuw. Drowa Zangmo (? - 1259 was de metgezellin van Gosangpa Gönpo, zelf een reïncarnatie van Milarepa. Met haar start een vrouwelijke tulkulijn. Vrijwel alle van deze lijnen startten met een persoon, die de vrouwelijke partner was van een mannelijke tulku of in ieder geval partner van een lama met aanzienlijk aanzien. Het ontbreken van de basis van een eigen clantraditie in die lijnen alsmede het feit dat die lijnen geen coalitie konden sluiten met de feodale instituties van dat moment en de adel in historisch Tibet had als resultaat, dat die lijnen meestal slechts van relatief korte duur waren. Vaak waren het niet meer dan drie à vier generaties.
De bekendste nog bestaande vrouwelijke lijn is een emanatie van Vajrayogini; in het Tibetaans Dorje Phagmo. Zij wordt meestal omschreven als de Dakini, die de essentie van alle boeddha's is. In de 15e eeuw werd de prinses Chokyi Dronma non na een groot persoonlijk drama; ze wordt de vaste gezellin van drie religieuze meesters. Ze wordt erkend als de belichaming van Dorje Phagmo. Na haar dood werd de incarnatie gevonden in een jong meisje dat daarmee de eerste in de incarnatielijn werd. In 2009 is de Dorje Phagmo de twaalfde in de incarnatielijn en leidt ze het Samding-klooster in Tibet.
Catharine Burroughs, geboren als Alyce Zeoli uit een Oostenrijks/Nederlandse moeder en Italiaanse vader, naar haar Tibetaanse naam Jetsunma Ahkon Norbu Lhamo werd door Penor Rinpoche ontdekt in 1985. Ze zou de incarnatie zijn van Genyenma Akhon Lhamo, een vrouw bekend om haar meditatieve gaven uit de 17e eeuw. Er zijn geen tussenliggende incarnaties bekend.
Vanuit voornamelijk Westerse vrouwelijke gelovigen is in toenemende mate kritiek op het nauwelijks voorkomen van vrouwelijke tulku's. De essentie daarvan is meestal, dat in de vroege fase van het georganiseerde boeddhisme in Tibet er veel ruimte was voor vrouwelijk religieus leiderschap. De vermindering hiervan wordt toegedicht aan de stelling dat tijdens de tweede verspreiding van het boeddhisme vanaf de 11e eeuw het tantrische aspect steeds meer in overeenstemming werd gebracht met feodale instituties en leiderschap en steeds meer werd geïnstitutionaliseerd. Vergelijk de redenering met die van vrouwelijk leiderschap in de vroegste fase van het christendom. De introductie van het tulkusysteem sloot de weg verder vrijwel af tot hoge leidinggevende functies voor vrouwen.

## De toekomst van het systeem
Er worden begin 21e eeuw in China, de Himalaya alsmede in ballingschap door gelovigen nog steeds aanzienlijke bedragen gedoneerd aan kloosters en er is nog steeds belangstelling aanwezig bij ouders om een van de zoons of dochters een monastiek leven te laten leiden. In veel dorpen in de Himalaya vervult de tulku nog een belangrijke functie bij het ondersteunen van mensen bij belangrijke levensvragen.
Dat neemt niet weg, dat het tulkusysteem zelf onder druk staat. Er is sprake van een toenemend aantal betwiste tulkulijnen. De bekendste kwestie is die van de betwiste opvolging van de tiende pänchen lama. Deze kwestie is geheel terug te voeren op het conflict tussen de dalai lama en de Chinese regering.

### Steven Seagal

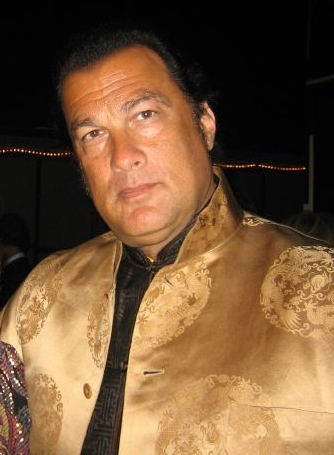
Steven Seagalpa

### Tulkusysteem binnen nieuwe maatschappelijk systeem

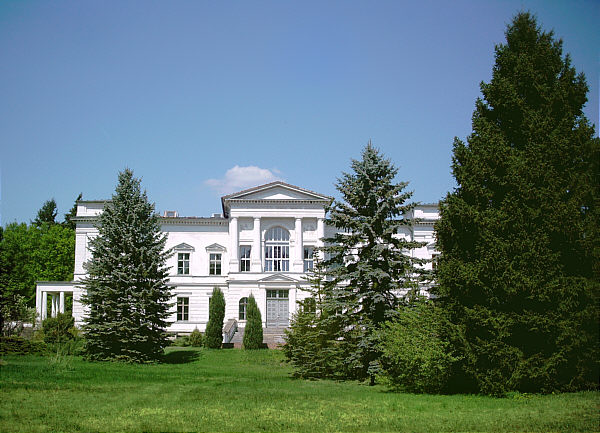
Meditatiecentrum van de nieuwe kadampa in Oberkrämer